# ما آنجا هستیم
«ما آنجا هستیم» تک‌آهنگی از هنرمند اهل ایالات متحده آمریکا مایکل جکسون است که در سال ۱۹۷۵ میلادی منتشر شد.